# Qızılqazma (Şabran)
Qızılqazma è un comune dell'Azerbaigian situato nel distretto di Şabran.